# Myxococcales
Ordre
Les Myxococcales, ou Myxobacteria ou Myxobactéries, sont un ordre de bactéries que l'on trouve en majorité dans le sol et qui se nourrissent de composés organiques insolubles. Elles font partie de la classe des Deltaproteobacteria, un grand taxon de bactéries à Gram négatif.
La plupart des myxobactéries connues se distinguent par un cycle de vie complexe, et notamment la formation d'un corps de fructification pluricellulaire. Les classifications phylogénétiques moléculaires établies à partir de l'ARNr 16S montrent une monophylie des taxons constitués à partir de la morphologie des corps de fructification, suggérant que la forme et la taille de ces corps est un bon critère taxinomique.
Les myxobactéries possèdent des génomes de très grande taille par rapport aux autres groupes de bactéries, à savoir de l'ordre de 9 à 10 millions de nucléotides, exceptions faites des genres Anaeromyxobacter et Vulgatibacter. En effet, les deux espèces de bactéries possédant les plus grands génomes connus sont des myxobactéries : Minicystis rosea (16 Mb) et Sorangium cellulosum,.
Les myxobactéries peuvent se déplacer par glissement. Typiquement, elles se déplacent en essaims (swarms en anglais) contenant de nombreuses cellules restant groupées ensemble grâce à des signaux moléculaires intercellulaires. Les individus bénéficient de cette agrégation car elle permet d'accumuler des enzymes extracellulaires utilisées pour digérer de la nourriture, ce qui en retour augmente l'efficacité d'alimentation. Les myxobactéries produisent un certain nombre de substances chimiques utiles en sciences biomédicales et dans l'industrie, tels que des antibiotiques, et exportent ces molécules dans le milieu extracellulaire.

## Cycle de vie
Lorsque les nutriments sont rares, les cellules de myxobactéries s'agrègent pour former des corps de fructification (à ne pas confondre avec ceux produits par les Fungi, les sporophores), un processus qu'on a longtemps pensé comme contrôlé par chimiotaxie mais désormais considéré comme une forme de signalisation cellulaire par contact,. Ces corps de fructification peuvent prendre différentes formes et couleurs selon l'espèce. Au sein des corps de fructification, les cellules sont d'abord dans un état végétatif et en forme de bâtonnets, puis se développent en myxospores de forme ronde avec d'épaisses parois cellulaires. Ces myxospores, analogues aux spores que l'on retrouve chez d'autres organismes, auront une meilleure chance de survie jusqu'à ce que les nutriments soient de nouveau abondants dans l'environnement. On pense que le processus de fructification favorise les myxobactéries en assurant que la croissance cellulaire soit reprise au niveau d'un groupe de myxobactéries (essaim ou swarm en anglais), plutôt qu'au niveau de cellules isolées. Des cycles de vie similaires se sont développés chez les myxomycètes.
Au niveau moléculaire, l'initiation du développement d'un corps de fructification chez Myxococcus xanthus est régulé par l'ARN de régulation ARNs Pxr,.
Certaines myxobactéries comme Myxococcus xanthus et Stigmatella aurantiaca sont utilisées comme organismes modèles en biologie du développement.

## Classification phylogénétique
Cette phylogénie a été obtenue par comparaison de la séquence de l'ARNr 16S de 12 espèces de l'ordre des Myxobacteria entre elles et avec 3 espèces de l'ordre des Deltaproteobacteria, mais n'appartenant pas aux Myxobacteria, et servant de groupe externe (Bdellovibrio stolpii, Desulfosarcina variabilis et Desulfovibrio desulfuricans). Les distances phylogénétiques entre chaque paire de séquences ont été calculées à partir des pourcentages de similarité corrigés par la méthode de Jukes et Cantor modifiée par G.J. Olsen.
```
-o 
Myxobacteria

 ├─o
 │├─o 
Stigmatella aurantiaca

 │└─o
 │  ├─o 
Cystobacter fuscus

 │  └─o
 │    ├─o
 │    │ ├─o 
Archangium gephyra

 │    │ └─o 
Angiococcus disciformis

 │    └─o
 │      ├─o 
Myxococcus xanthus

 │      └─o
 │        ├─o 
Melittangium lichenicola

 │        └─o 
Corallococcus coralloides

 └─o
   ├─o 
Nannocystis exedens

   └─o
     ├─o
     │ ├─o 
Polyangium
 sp.
     │ └─o 
Polyangium cellulosum

     └─o
       ├─o 
Chondromyces apiculatus

       └─o 
Chondromyces crocatus
```

## Utilisation clinique
Les chercheurs ont remarqué que les métabolites sécrétés par Sorangium cellulosum connus sous le nom d'épothilones ont une activité antinéoplasique. Cela a mené au développement d'analogues qui imitent son activité. Un de ces analogues, connu sous le nom d'Ixabepilone, est un agent chimiothérapique approuvé par la Food and Drug Administration pour le traitement du cancer du sein à métastases.
Les myxobactéries sont également connues pour produire de l'acide géphyronique, un inhibiteur de la biosynthèse des protéines chez les eucaryotes, ainsi qu'un agent potentiel pour la chimiothérapie contre le cancer.